# 兵庫県立芦屋特別支援学校
兵庫県立芦屋特別支援学校（ひょうごけんりつあしやとくべつしえんがっこう）は、兵庫県芦屋市陽光町にある県立特別支援学校。知的障害がある児童・生徒を教育対象とする。

## 設置学部
- 小学部
- 中学部
- 高等部
- 砂子訪問学級

## 通学区域
- 芦屋市
- 西宮市（むこがわ特別支援学校の通学区域、山口・塩瀬中学校区及びななくさ学園生を除く）
- 神戸市東灘区（本山南・魚崎・本庄中学校区）[1]

## 歴史
- 2010年（平成22年）4月1日 - 兵庫県立阪神特別支援学校から分離して開校。兵庫県立阪神特別支援学校の通学区域を変更し、同時に兵庫県立阪神特別支援学校の砂子訪問教室を、同校へ移管。また在宅訪問教育を新たに開始。
- 2022年（令和4年）4月1日 - 兵庫県立むこがわ特別支援学校の新設に伴い校区を分離。

## 主な卒業生
- 木下晃希（画家）[2]